# Rue de la Vieille Comédie
La  rue de la Vieille Comédie  est une voie publique urbaine de la commune de Lille dans le département français du Nord.

## Situation et accès
Située dans le quartier de Lille-Centre, la rue de la Vieille Comédie relie la rue des Fossés à la place Rihour.
La rue est une voie piétonne fermée aux véhicules motorisés sauf livraisons et riverains.
C’est une rue animée très commerçante 
La rue est desservie par la ligne 1 du métro de Lille  à la station Rihour.

## Origine du nom
La rue est ainsi nommée car elle était en bordure d’un théâtre construit vers 1700 à l’emplacement d’un abreuvoir. Elle s’appelait rue de la Comédie et prit le nom de rue de la Vieille Comédie lorsque  ce théâtre fut remplacé en 1785 par celui construit sur la place du théâtre. Ce dernier fut détruit par un incendie en 1903.

## Historique
La rue est située sur l’îlot Rihour (ou Rihout) du nom d’un ancien propriétaire d’une manse sur ce territoire marécageux à l’intérieur de l’enceinte établie au XIIIe siècle. Cet espace est resté inhabité  jusqu’à la construction du Palais Rihour de 1453 à 1473.
L'apparition de la rue est probablement contemporaine de l'ouverture en 1603 de la rue des Fossés voisine établie  sur les anciens jardins du Palais Rihour.
Le canal de la Vieille-Comédie s'écoulait à l'arrière des maisons des numéros impairs de la rue (côté rue Neuve). Ce canal reliait le canal des Boucheries au canal des Molfonds.
Une courte impasse la « Cour du Frêne » disparue, à l'emplacement de la place Rihour, ouvrait dans la rue.

## Bâtiments remarquables et lieux de mémoire
Les maisons des numéros 3 à 7 d'architecture franco-lilloise comparable à celle des rangs Anselme Carpentier de la place Rihour et des rues proches de la Grand'Place (rue Esquermoise, rue de la Grande-Chaussée etc.) sont des monuments inscrits à l’inventaire des Monuments historiques.